# Lijst van beelden in Rotterdam-Noord
De lijst Beelden in Rotterdam-Noord is onderdeel van de (onvolledige) lijst van beelden in Rotterdam. Onder een beeld wordt hier verstaan elk driedimensionaal kunstwerk in de openbare ruimte van Rotterdam. Muurschilderingen zijn tweedimensionaal. Beeldhouwwerken zijn veelal driedimensionaal. Maar de grenzen van de definitie zijn niet scherp in deze stad.

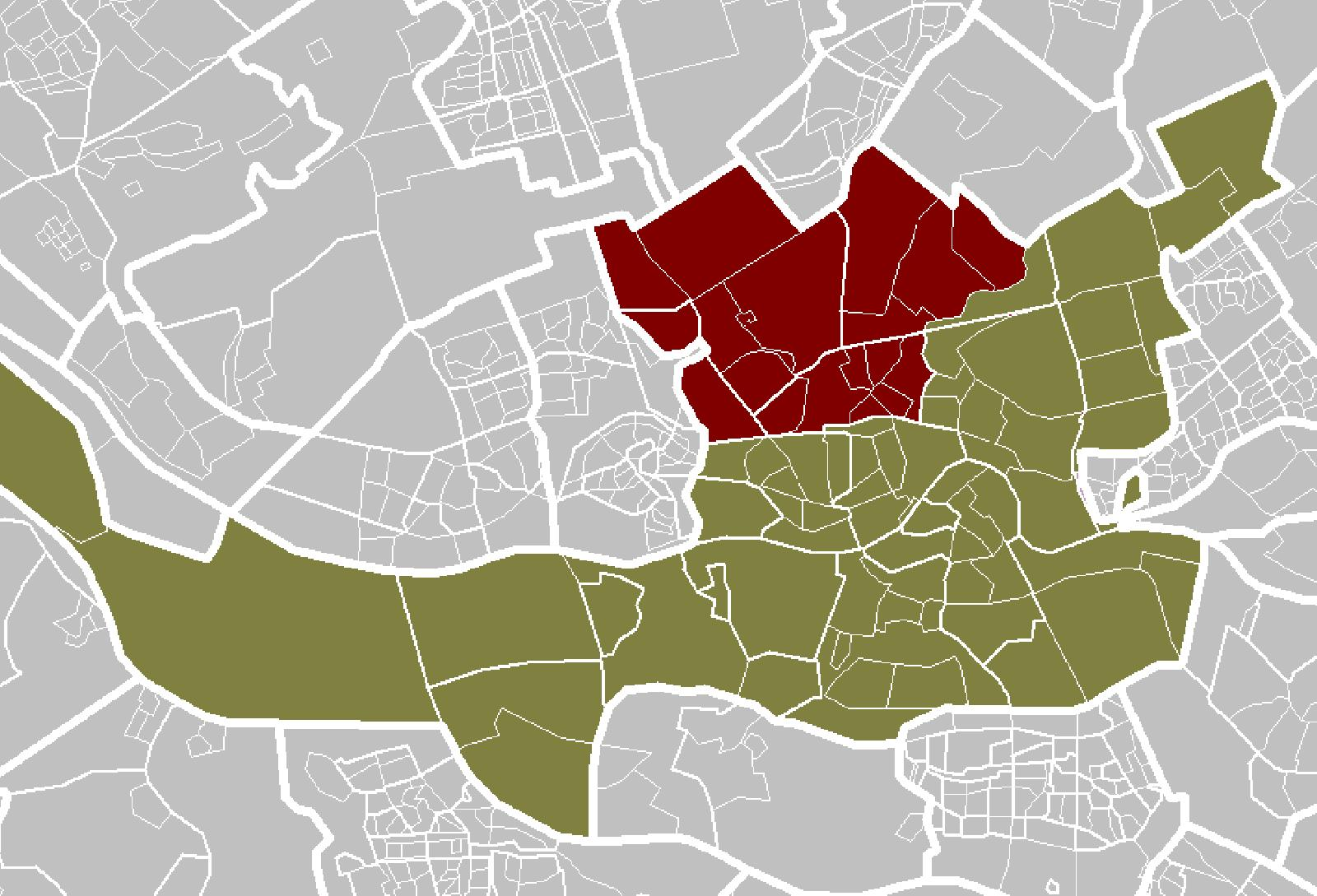

Onder onthulling wordt verstaan de eerste oprichting van het beeld. Het oudste Rotterdamse beeld, van Erasmus, was in 1549 het eerste niet religieuze standbeeld van Nederland. Het houten beeld sierde de Wijde Kerksteeg tijdens de intocht van Prins Filips. Het huidige exemplaar stamt echter uit 1622. Onder de locatie wordt verstaan de huidige plek van het beeld in de stad.
Dit deel bevat de beelden in Rotterdam-noord. Dit bestaat uit de Rotterdamse deelgemeenten Noord, Hillegersberg-Schiebroek, Overschie en Hoek van Holland. Het wordt begrensd door de Rotte in het oosten, het Centraal station en de spoorlijn in het zuiden en de gemeentegrenzen in het noorden en westen.
Voor een volledig overzicht van de beschikbare afbeeldingen zie: Beelden in Rotterdam-noord op Wikimedia Commons.
| Werk                                     | Kunstenaar                           | Locatie                                     | Onthulling       | Materiaal     | Afbeelding |
| ---------------------------------------- | ------------------------------------ | ------------------------------------------- | ---------------- | ------------- | ---------- |
| Heilig Hartbeeld                         | Jac. Sprenkels                       | Hillegersberg, Le Fevre de Montagnylaan     | 1926             |               |            |
| De redder                                | Elisa van Mastrigt                   | Hoek van Holland                            | 1931             |               |            |
| Bernard Diamant                          | Han Rehm                             | Kleinpolder, Kleinpolderplein               | 1938, 2012       |               | 3D         |
| Monument Engelse vliegers                | Willem Verbon                        | Noordsingel                                 | 1946, 16 oktober |               |            |
| Christiaan Huygens                       | Albert Termote                       | Schiekade                                   | 1949             |               |            |
| Johan de Witt                            | Albert Termote                       | Schiekade                                   | 1949             |               |            |
| Fanny Blankers-Koen                      | Han Rehm                             | Van Aerssenlaan                             | 1956             | Materiaal     |            |
| Twee vrouwtjes                           | Hans Petri                           | Hillegersberg, van Goghlaan                 | 1956, 21 juni    |               |            |
| Abstract                                 | Joan Bakker                          | Burg. Koningssingel                         | 1959, september  | onbekend      |            |
| Kinderen met schepnet                    | Joan Bakker                          | Hillegersberg, Bizetlaan 2                  | 1960             |               |            |
| Spelende hond                            | Kees Timmer                          | Willem Hedaweg                              | 1960, mei        | onbekend      |            |
| Vogelvlucht                              | Gust Romijn                          | Kleinpolder, Kleinpolderplein               | 1960, 2018       |               |            |
| Uitvliegende vogel                       | Gust Romijn                          | Schimmelpenninckstraat                      | 1960             |               |            |
| Acrobaat                                 | Chris Elffers                        | Asserweg / Donkersingel, Schiebroek         | 1961             |               |            |
| Geloof en Vrijheid                       | Loekie Metz                          | 1e Pijnackerstraat                          | 1961, 4 mei      |               |            |
| Het daghet in het oosten                 | Loekie Metz                          | Mahlersingel, Hillegersberg                 | 1962, oktober    |               |            |
| Zonder titel                             | Louis van Roode                      | Argonautenweg 55, Schiebroek                | 1962             | onbekend      |            |
| Zittend meisje                           | Cor van Kralingen                    | Argonautenweg                               | 1962             |               |            |
| Betonplastiek                            | Huib Noorlander                      | Argonautenweg                               | 1962             |               |            |
| Abstract in brons                        | Ian Jacob Pieters                    | Argonautenweg                               | 1962             |               |            |
| Betonreliëf                              | Kees Franse                          | Katshoek /Hofdijk                           | 1962             | beton         |            |
| Zonder titel                             | Karel Appel                          | Hofpleintheater                             | 1963             | glas in beton |            |
| Dolfijnen                                | Huib Noorlander                      | Plaswijckpark, Ringdijk 20                  | 1963             |               |            |
| Kangoeroe                                | Cor van Kralingen                    | Plaswijckpark, Ringdijk 20                  | 1963, 23 april   |               |            |
| Michael te paard                         | Hugo Brouwer                         | Pergolesilaan, Hillegersberg                | 1963             |               |            |
| Relief Vervoer                           | Henk Tieman                          | Spaanse polder, Bornissestraat              | 1963             |               |            |
| Pinguin                                  | Josef Pallenberg                     | Diergaarde Blijdorp                         | 1965             |               |            |
| Zonnehoofd                               | Carel Kneulman                       | Kleinpolder, Kleinpolderplein               | 1963, 2015       |               |            |
| Ruiters                                  | Martien Slappendel                   | Kleinpolder, Kleinpolderplein               | 1964, 2018       |               | 3D         |
| Zonder titel                             | André Volten                         | Heer Bokelweg                               | 1968             |               |            |
| Tommy Ladnier blues                      | Pim van Moorsel                      | Kleinpolder, Kleinpolderplein               | 1968, 2018       |               |            |
| Manenschaap                              | Adri Blok                            | Wilgenplaslaan, Schiebroek                  | 1969             | brons         |            |
| Thomas More                              | Huib Noorlander                      | Stationssingel                              | 1970             |               |            |
| onbekend                                 | Margot Zanstra                       | Heer Bokelweg                               | 1971             | brons         |            |
| Mikado                                   | André Volten                         | Overschie, Luchthaven Rotterdam             | 1975, 2016       |               |            |
| Divergence                               | Lucien den Arend                     | Overschie, Baanweg 19                       | 1975             |               |            |
| Twee knielende figuren                   | Leo van Oudheusden                   | Kleinpolder, Kleinpolderplein               | 1975, 2018       |               |            |
| onbekend                                 | Loekie Metz                          | Zomerhofstraat                              | 1977             | metaal        |            |
| Cone                                     | Per Abramsen                         | Baumannlaan, Overschie                      | 1984             | brons         |            |
| De Hoed van Lou Bandy                    | Kunst en Vaarwerk                    | Blijdorp, Vroesenpark                       | 1985             |               |            |
| Zonder titel                             | Cor Dam                              | Bergselaan                                  | 1988             |               |            |
| Zonder titel                             | Cor Dam                              | Bergselaan                                  | 1988             |               |            |
| Hillegonda                               | Tonny Schellekens-Hermans            | Bergse Dorpsstraat                          | 1989             |               |            |
| zonder titel                             | Tjalling Idenburg                    | Berberisweg, Schiebroek                     | 1991, 24 mei     |               |            |
| Zonnebaadster                            | Tom Waakop Reijers                   | Provenierssingel                            | 1996             |               |            |
| Zonder titel                             | Michael Jacklin                      | Goudsesingel/Pompenburg (achter flatgebouw) | 1997             |               |            |
| Potvisstaarten                           | Remie Bakker                         | Blijdorp, van Stolkweg                      | 1997             |               |            |
| Drie Vissen                              | Gerard Héman                         | Provenierssingel                            | 1998             |               |            |
| Mediterraneo                             | Dora Dolz                            | Hoek van Holland                            | 1999             |               |            |
| Vogels                                   | Jeanette Ephraïm                     | Goudsesingel/Pompenburg (achter flatgebouw) | 2000             |               |            |
| Het mannetje                             | Jan Snoeck                           | Hoek van Holland                            | 2001             |               |            |
| Twee bronzen pinguïns                    | Herman Lamers                        | Bleiswijkplein                              | 2002             | brons         |            |
| zonder titel                             | Lilian Roosenboom                    | Noorderhavenkadepark                        | 2002             |               |            |
| Vrijheid van meningsuiting               | Chris Ripken                         | Heer Bokelweg, hoek Schiekade               | 2006, 3 mei      | onbekend      |            |
| Tafelbank                                | Jeroen Hoogstraten                   | Brancoplein                                 | 2006             |               |            |
| MS Rottebocht                            | Cor Kraat                            | Noordplein, aan de Rotte                    | 2007             |               |            |
| Drie gratiën van het zwarte plasje       | Francien Valk                        | Grindweg/Argonautenweg                      | 2008, 17 oktober |               |            |
| Jonge ijsbeer                            | Ineke Roelfzema                      | Diergaarde Blijdorp                         | 2008             |               |            |
| Onbekend                                 | Onbekend                             | Meidoornsingel                              | 2010             |               |            |
| Onbekend                                 | Onbekend                             | Meidoornsingel                              | 2010             |               |            |
| Channel crossing to life                 | Frank Meisler                        | Hoek van Holland                            | 2011             |               |            |
| Die Bocht                                | Observatorium (kunstenaarsgroep)     | Kleinpolderplein, Overschie                 | 2011             |               |            |
| in de verte een zwaan                    | Klaas Gubbels                        | Provenierssingel                            | 2011, 2 april    |               |            |
| Untitled (Roteb Eco Monument)            | Jan Eric Visser                      | Kleinpolder, Roteb                          | 2011             |               |            |
| Badkonijn                                | Kwannie Tang & Nies Lakens           | Blijdorp, Vroesenpark                       | 2012, 7 maart    |               |            |
| In de Stad - De jonge mens op het eiland | Henk Visch                           | Spoorsingel                                 | 2013, 6 december |               |            |
| Vogelnimf                                | Harry van der Woerd                  | Kleinpolder / Giessenbaan                   | 2019             |               |            |
| Monument Neerstorten Stirling EF357      |                                      | Crooswijk, Nieuwe Crooswijkseweg            | 2020, september  |               |            |
| Zonder titel                             | Adri Blok                            | Aleyda van Raephorstlaan, Schiebroek        | onbekend         |               |            |
| De rechter                               | Tonny Schellekens-Hermans            | Plaswijckpark                               | onbekend         |               |            |
| Fauteuili                                | Dora Dolz                            | Hildegardisstraat                           | onbekend         | onbekend      |            |
| Zeemeermin                               | Chris Ripken                         | Eudokiaplein                                | onbekend         | onbekend      |            |
| Monument: Schaal op zuil                 | Henk Sutterland                      | Saenredamplein                              | onbekend         | onbekend      |            |
| Charly, roemruchte oude noorderling      | Robbert Jan F. Donker                | Snellemanplein                              | onbekend         |               |            |
| Vrouwe Justitia                          | Arend Odé                            | Noordsingel                                 | onbekend         |               |            |
| Teken                                    | Piet Slegers                         | Prinses Beatrixplantsoen                    | 1965             |               |            |
| onbekend                                 | Piet Slegers                         | Prinses Beatrixplantsoen                    | onbekend         |               |            |
| Vuilnisman                               | Nicolaas van Rosmalen                | Kleinpolder, Roteb                          | 1977             |               |            |
| onbekend                                 | Ru de Gier                           | Kleinpolder, Kleinpolderplein               | 1963             |               | 3D         |
| Omgevingskunst                           | Wim van der Horst & George Degenhart | Kleinpolder, Kleinpolderplein               |                  |               |            |
| E.A.L.A                                  | onbekend                             | Kleinpolder, Kleinpolderplein               |                  |               |            |
| Onbekend kleinpolderplein                | onbekend                             | Kleinpolder, Kleinpolderplein               |                  |               |            |
| onbekend                                 | onbekend                             | Diergaarde Blijdorp                         |                  |               |            |
| onbekend                                 | onbekend                             | Blijdorp dierentuin, Stadhoudersweg, vijver | c. 2001 - 2018   |               |            |
| onbekend                                 | onbekend                             | Kleiweg 500, Franciscus gasthuis            |                  |               |            |
| onbekend Beatrixpark                     | onbekend                             | Hillegersberg, Prinses Beatrixplantsoen     |                  |               |            |